# Семаун
Касым Джон Семаун (индон. Semaun, 1899, Пасуруан, Восточная Ява — 1971) — индонезийский коммунист, первый председатель Коммунистической партии Индонезии.

## Биография
В детстве работал железнодорожным служащим. В 1915 году, в возрасте шестнадцати лет был одним из первых индонезийцев, избранных членами Союза железнодорожных и трамвайных служащих (англ. Union of Train and Tramway Personnel (VSTP)), вскоре оставил работу и стал заниматься профсоюзной деятельностью. В том же году он был избран вице-председателем сурабайской организации Индийской социал-демократической ассоциации (ИСДА). В 1918 году стал членом руководства «Сарекат Ислам» («Союза ислама») — главной националистической организации Голландской Ост-Индии.
В мае 1921 года, после того, как многие голландские социал-демократы, основавшие ИСДА, были исключены из неё, была основана Коммунистическая партия Индонезии (КПИ). Семаун был избран её первым председателем. Первоначально КПИ примыкала к «Сарекат Ислам» как революционно-демократическому фронту, но уже в ноябре того же года из-за разногласий относительно роли классовой борьбы и ислама в националистическом движении, КПИ расторгла связи с «Сарекат Ислам». 
В конце 1921 года Семаун выехал из Индонезии в Москву, на посту председателя КПИ его сменил Тан Малака. После возвращения из СССР он вновь стал руководителем компартии, начав борьбу против влияния «Сарекат Ислам» на партию.
В 1923 Союз железнодорожных и трамвайных служащих организовал всеобщую забастовку. Вскоре забастовка была подавлена голландской администрацией, Семаун был вынужден уехать из Индонезии. Он возвращался к Советскому Союзу, где жил более тридцати лет. В СССР Семаун женился. В России до сих пор живут его родственники. Внук Семауна - Михаил Ронович Семаун (1950-2012) жил и работал в Москве, был сотрудником «Новой газеты». В эмиграции он остался активистом националистического движения, входил в организацию Perhimpunan Indonesia, основанной индонезийскими студентами в Нидерландах. Живя в СССР, некоторое время учился в Коммунистическом Университете Трудящихся Востока. Дважды в неделю приходил в Московский институт востоковедения, где обучал разговорному (низкому) малайскому языку, реальному языку политической и общественной жизни в полиэтнической колонии.
В 1924—1927 представитель Коммунистической партии Индонезии в ИККИ. В 1924-1928 член ИККИ, в 1927-1928 член Президиума ИККИ. В 1924-1928 член Исполкома Профинтерна.
После получения Индонезией независимости, Семаун переехал в Джакарту, где с 1959 по 1961 годы работал правительственным администратором. Также он преподавал экономику в университете Паджаджаран в Бандунге.